# Tre Taverne
Tre Taverne (in latino: Tres Tabernae) era una località dell'antico Lazio sulla Via Appia a circa 50 km da Roma.
Tre Taverne era la prima mansio o mutatio (posto di riposo per i viaggiatori) da Roma. A questa altezza si congiungeva probabilmente da ovest una strada proveniente da Anzio, e successivamente una da est proveniente dai piedi della montagna di Norba.
È normalmente associata ai resti archeologici situati 5 km a sud-est di Cisterna di Latina (Grotte di Nottola), in corrispondenza della progressiva miliaria riportata dalle fonti antiche. Altri ne hanno proposto l'identificazione con Cisterna stessa (scavi del 1993-2001), quantunque per questi ultimi ritrovamenti siano state proposte anche le spiegazioni più disparate.

## Storia
Secondo gli Atti degli apostoli, San Paolo, in viaggio verso Roma, fu accolto da un gruppo di cristiani romani venutigli incontro lungo l'Appia fino a questa mutatio ed a quella più meridionale di Forum Appii (Atti, 28:15).
A Tre Taverne fu imprigionato l'ex-imperatore Flavio Valerio Severo da Massenzio e Massimiano prima di essere ucciso (307).
Secondo le fonti antiche fu sede episcopale, ma per la scarsità della popolazione fu poi unita alla diocesi di Velletri nel 592, tuttavia di questa funzione non si conosce alcuna notizia di dettaglio.
La posizione di Tre Taverne è segnalata sulla Tabula Peutingeriana.
Tres taverne fu costruita intorno al 500 AC.